# Festa Internazionale della Storia
La Festa Internazionale della Storia è una manifestazione a carattere nazionale ed internazionale della durata d'una settimana, che si tiene annualmente nella città di Bologna. La manifestazione prevede anche eventi secondari, che si svolgono nel periodo precedente e successivo.
L'obiettivo comune a tutti gli enti, scuole, teatri e musei che vi partecipano è trovare nella Storia conoscenze utili a vivere il presente e a progettare il futuro in armonia e nel rispetto delle diverse identità e dell'immenso patrimonio ereditato e attraverso l'attivazione concorde delle componenti del tessuto culturale, sociale, economico della città e del territorio.
La Festa Internazionale della Storia di Bologna è stata tra le prime manifestazioni culturali a livello europeo a porre l'accento sulla divulgazione della storia coinvolgendo scuole di ogni ordine e grado, associazioni ed enti pubblici e privati, senza tralasciare minimamente la qualità scientifica degli eventi e degli interventi; grazie a questa formula nelle sue prime nove edizioni la Festa ha raggiunto risultanti notevoli registrando la partecipazione di 385.016 persone ai 1.799 eventi organizzati, nei quali i soggetti attivi (relatori, interpreti, coristi, musicisti) sono stati 15.792. Questi numeri hanno reso la Festa Internazionale della Storia di Bologna la più grande manifestazione culturale europea di storia e divulgazione storica, rafforzando il suo ruolo di simbolo ed esempio per tutte le altre manifestazioni di tal genere in Europa. Sulla falsariga della Festa di Bologna si sono sviluppate altre manifestazioni in varie città d'Italia, Francia e Spagna:

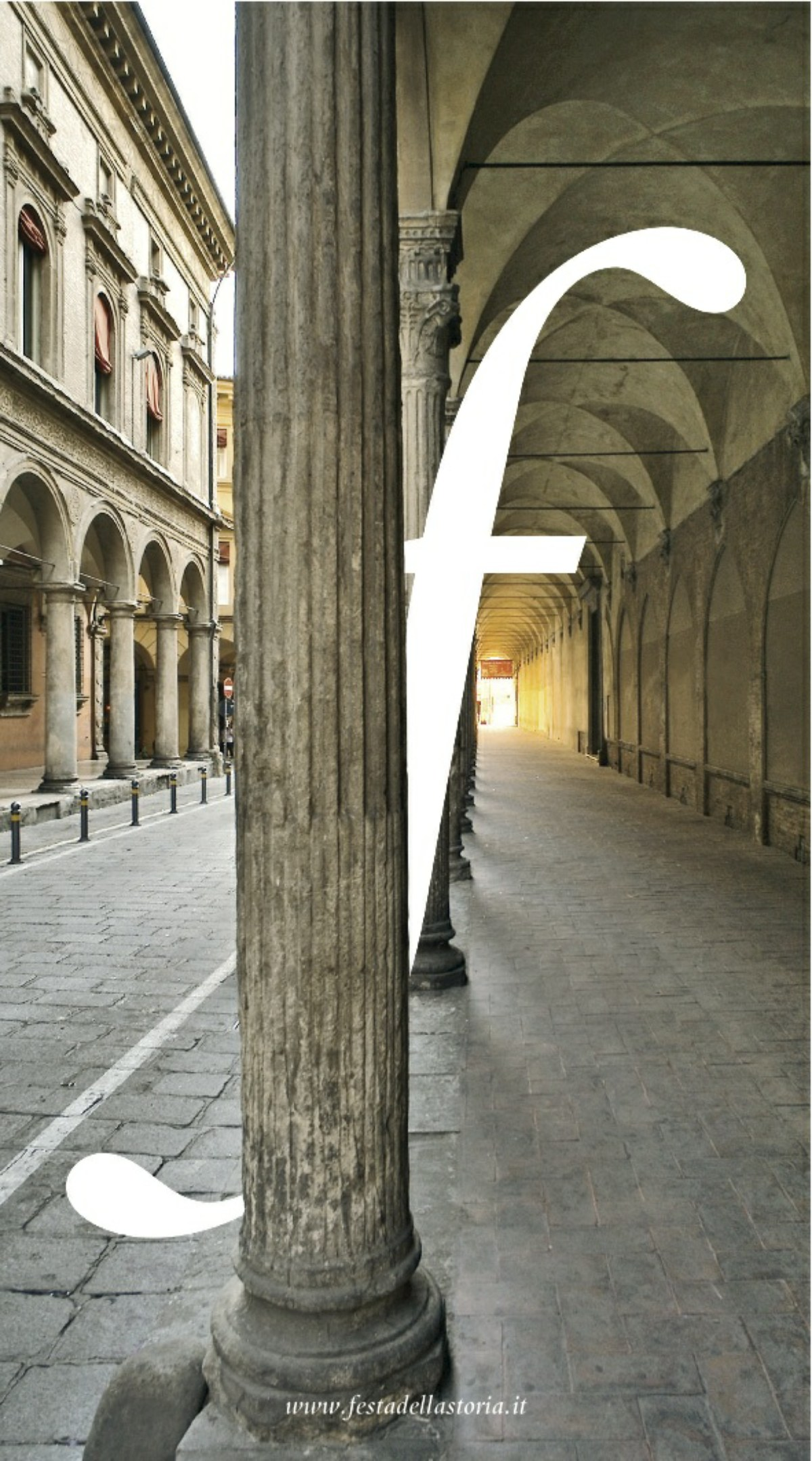
Foto di Andrea Santucci per Minervaː edizioni in cui sono visibili la F, simbolo della Festa Internazionale della Storia e i Portici, un simbolo inconfondibile della città di Bologna

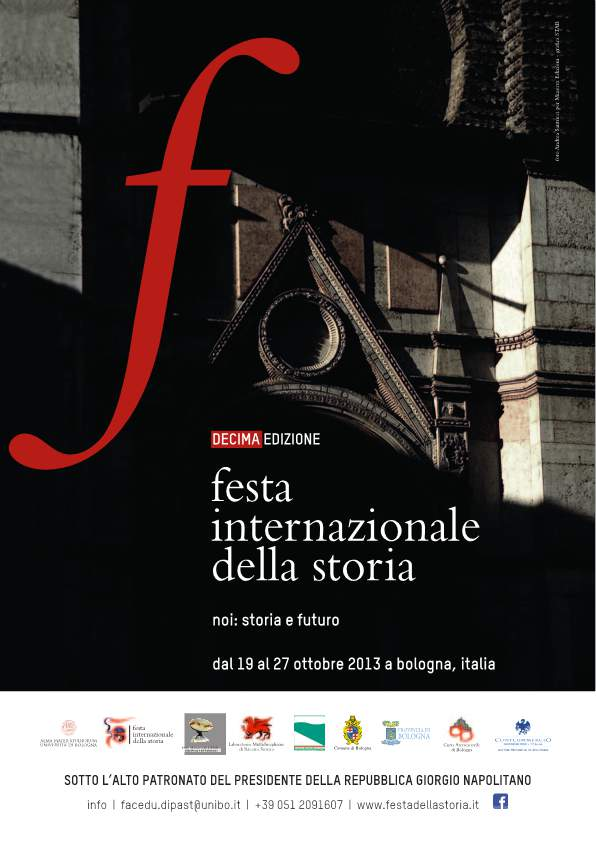
Locandina Festa della Storia X Edizione

- Cahors
- Castel San Pietro Terme
- Civitavecchia
- Jaén
- Milano
- Murcia
- Parma
- Saragozza
- Siviglia

## Nascita della Festa: Passamano per San Luca
La Festa della Storia ha preso le mosse da una serie di iniziative precedenti, tra cui quella del Passamano per San Luca. Si trattò di una rievocazione storica, alla quale partecipano cittadini e studenti di ogni ordine e grado e che viene ripetuta ogni anno, della lunga catena umana che permise il 17 ottobre del 1677 di trasportare sul Colle della Guardia i materiali necessari alla costruzione del grande portico e del Santuario della Madonna di San Luca. Tra l’autunno 2002 e il 31 maggio 2003 si sono avviate e condotte a Bologna e nel territorio numerose attività volte a studiare, valorizzare e tutelare il grande monumento. Ottenuto il patrocinio delle maggiori autorità cittadine e del paese e il conferimento da parte del Presidente della Repubblica Italiana di uno speciale "premio di rappresentanza", tali attività hanno coinvolto per mesi Università e scuole in collaborazione con enti, associazioni, istituzioni pubbliche e private e si sono poi concluse con la rievocazione del "passamano" lungo il portico di San Luca a cui hanno partecipato migliaia di scolari di ogni ordine e grado, rappresentanti di istituzioni e associazioni e privati cittadini , che nel riproporre quel gesto collettivo hanno inteso richiamare l'ascendenza e l'appartenenza comuni di una grande opera sorta grazie alla cooperazione e alla solidarietà dell'intera comunità.
L’anno successivo è stato attuato il progetto "Le radici per volare. Eredi e protagonisti della Storia". L'attenzione di insegnanti, scolari e studiosi coinvolti si è allargata dal lungo portico all'intero patrimonio storico-artistico della città e del territorio per favorire un apprendimento della Storia coinvolgente, duraturo ed efficace e l'assunzione di una "cittadinanza attiva", responsabile e consapevole.
È su queste basi che nell’ottobre del 2004 si è organizzata la Festa della Storia: per una settimana Bologna è stata teatro di una serie di eventi culturali allestiti col concorso e il sostegno di numerosi enti pubblici e privati e con la partecipazione degli studenti di ogni ordine e grado.

## Edizioni

### I Edizione della Festa della Storia “Bologna fa storia”
Nel 2004, per volere degli stessi creatori della Festa della Internazionale della Storia e promotori del Passamano per San Luca, fu organizzato il primo grande evento per la valorizzazione del patrimonio storico locale: nella chiesa di Santa Lucia di Bologna, attuale Aula magna dell’Università di Bologna, circa 3000 studenti in rappresentanza delle scuole di Bologna e della provincia ricevettero l’investitura allo studio e alla tutela del patrimonio storico. Con questo evento hanno inizio i “Parlamenti degli studenti” che ogni anno consentono loro di presentare gli esiti delle loro ricerche e di chiedere interventi.
La prima edizione della Festa della Storia “Bologna fa storia”, svoltasi dal 10 al 16 ottobre, ha visto l'organizzazione di 52 eventi con circo 8000 presenze tra insegnanti e studenti, comprese le 2745 al Passamano del 16 ottobre 2004. A queste cifre vanno aggiunti 298 tra relatori e/o conduttori esperti.
La nascita e la realizzazione della prima edizione della Festa Internazionale della Storia rappresentò un grande traguardo dal punto di vista culturale ma fu anche un importante momento per tutta la città e la provincia di Bologna, come ben sottolineò il professor Rolando Dondarini con le sue parole:
“Da qualche tempo alcune città italiane stanno organizzando con successo eventi di grande richiamo su temi della cultura, come la letteratura, la filosofia, l’arte. Da quest’anno anche la storia avrà una sua “Festa” organizzata a Bologna con una serie di iniziative culturali promosse e organizzate dall’Alma Mater e dal Laboratorio Multidisciplinare di Ricerca Storica in concorso e col patrocinio di numerosi enti pubblici ed associazioni private Così l’antico legame tra l’Università e la città continuerà a dare buoni frutti. Musei, palazzi, piazze, strade, incantevoli chiostri diverranno luoghi d’incontro e confronto sui temi più accattivanti e gradevoli della storia. Con la “Festa della Storia” Bologna riaffermerà così ogni anno il suo ruolo di riferimento culturale che ha sempre svolto, pervenendo così anche a quel legame organico tra valorizzazione culturale e ritorni economici e turistico commerciali tante volte auspicato e raramente perseguito".

### II Edizione “Le radici per volare. Le vie, i tesori e l'attualità della storia”
La II Edizione della Festa dal titolo “Le radici per volare. Le vie, i tesori e l'attualità della storia”, svoltasi dal 16 al 23 ottobre 2005, ha visto raddoppiare le presenze di pubblico, ora a quota 18.000, oltre alla crescita esponenziale di manifestazioni culturali (127) e di studiosi, esperti ed operatori culturali che vi parteciparono (736).

### III Edizione “La storia per il futuro”
La III edizione della Festa, svoltasi dal 15 al 23 ottobre 2006, ebbe come titolo “La storia per il futuro” 150 eventi 20.000 persone, di cui 14.680 presenti alle manifestazioni culturali (conferenze, convegni, tavole rotonde, concerti, spettacoli, tenuti da 920 protagonisti tra studiosi e protagonisti) e 4.500 partecipanti al Passamano.

### IV Edizione “La storia siamo noi?”
La IV Edizione dal titolo “La storia siamo noi?”, svoltasi dal 13 al 21 ottobre 2007, ha registrato un'affluenza di pubblico che si attesta sulle 30.000 persone, distribuite nelle più di 167 manifestazioni culturali tra convegni, incontri, mostre fotografiche e spettacoli organizzati e realizzati da 1360 tra studiosi, relatori e operatori culturali. Delle 30.000 presenze registrate nel corso di tutta la durata della Festa: 25.000 sono stati i partecipanti alle diverse manifestazioni svoltesi e più 3.500 quelle che hanno preso parte al Passamano di San Luca.

### V Edizione “Un futuro per la storia, la storia per il futuro”
La V Edizione della Festa “Un futuro per la storia, la storia per il futuro”, svoltasi dall’11 al 19 ottobre 2008, ha visto una grande partecipazione da parte di enti, scuole, musei, archivi, teatri, esperti e giovani, grazie ai quali fu possibile organizzare più di 200 manifestazioni culturali in un ampio territorio che va da Reggio Emilia a Ravenna, toccando le 40.000 presenze totali. 
Nell'ambito di quest’edizione della Festa Internazionale della Storia è stato istituito il premio internazionale “Il portico d’oro”, per la diffusione della Storia. Il primo “Portico d’oro” è stato conferito, a Parigi, a Jacques Le Goff, che divienne anche l'eponimo del premio.
Lo stesso anno la Facoltà di Scienze della Formazione instituì un Centro internazionale di didattica della storia e delle fonti (Dipast) attuale comitato scientifico della festa che funga da raccordo e raffronto sulle ricerche, le metodologie operative e comunicative. Il 14 e il 15 ottobre 2008 in occasione del Convegno Internazionale Patrimoni culturali tra passato e futuro fu presentato ed ufficialmente aperto il Centro che ha sede nella stessa Facoltà. Il Centro si propone come fulcro e luogo di confronto sullo studio e l’insegnamento della storia e del patrimonio culturale. In particolare attraverso la proposta e la condivisione di presupposti, terminologie, metodi, pratiche e strumenti adottati in varie sedi e paesi, il Centro intende raccogliere e valorizzare l’ampia gamma di esperienze, ricerche, progettazioni e attività condotte negli ultimi decenni a livello nazionale e internazionale nell’ambito della didattica della storia e dell’educazione al patrimonio, del settore dei beni culturali (archivi, biblioteche, centri documentali, musei, pinacoteche) e dell’articolato sistema associativo.

### VI Edizione “Oltre i confini. Linguaggi ed eredità della Storia”
Il 22 maggio 2009 la Festa internazionale della storia ha organizzato il primo “Passamano per Santo Stefano”, una Catena umana sulla falsariga di quella del “Passamano per San Luca” che si snoda da porta Santo Stefano alla basilica, per sensibilizzare la comunità cittadina alla raccolta fondi per il restauro del complesso della Basilica di Santo Stefano a Bologna.
Il tema portante della VI Edizione della Festa “Oltre i confini. Linguaggi ed eredità della Storia”, svoltasi dal 17 al 25 ottobre 2009, è stato sviluppato e presentato da circa 2700, tra studiosi e persone attive, in più di 273 eventi ai quali hanno assistito la bellezza di 50.000 persone.
Nell'ambito di quest’edizione il Premio internazionale “Portico d’oro-Jacques Le Goff” è stato conferito a Giovanni Minoli.

### VII Edizione “Sulle spalle del gigante. Lasciti e risorse della Storia”
Il 22 maggio 2010 la Festa internazionale della storia ha organizzato il secondo “Passamano per Santo Stefano”, per sensibilizzare la comunità cittadina alla raccolta fondi per il restauro del complesso della Basilica di Santo Stefano a Bologna.
La VII Edizione della Festa della Storia, svoltasi dal 16 al 24 ottobre 2010 sul tema "Sulle spalle del gigante: lasciti e risorse della storia", ha avuto un successo superiore alle aspettative coinvolgendo nelle sue 337 manifestazioni culturali più di 2700 operatori, tra cui grandi nomi come Alberto Angela, David Abulafia, Alessandro Barbero, Barbara Frale, Franco Cardini, Francesco Guccini e Andrea Mingardi.
Nell'ambito di quest’edizione il Premio internazionale “Portico d’oro-Jacques Le Goff” è stato conferito ad Alberto Angela.

### VIII Edizione “Orizzonti e radici. Quel che ci unisce... quel che ci distingue”
Per l'VIII Edizione della manifestazione, svoltasi dal 15 al 23 ottobre 2011, la coincidenza col centocinquantesimo anniversario dell'Unità d'Italia ha costituito un'opportunità per riscoprire attraverso numerosi eventi i motivi e gli ostacoli che hanno caratterizzato il processo unitario; gli incontri riguardanti l'Unità hanno rappresentato il nucleo centrale delle circa 250 manifestazioni culturali della Festa. Nonostante le interessanti iniziative e la partecipazione di ben 2.300 tra relatori e operatori culturali, la Festa ha registrato un calo di presenze, che comunque si sono attestate intorno alle 60.000 unità.
Nell’ambito di questa edizione il Premio internazionale “Portico d’oro-Jacques Le Goff” è stato conferito a Peter Denley (eng) Archiviato il 20 luglio 2015 in Internet Archive..
In settembre (il 24 settembre), in collaborazione con il CONI, il CSI e numerose federazioni, s'è svolta una giornata di incontri tra sport giovanili e riscoperta della Storia dal titolo “Giocando con la Storia”.

### IX Edizione “I patrimoni della Storia”
Il tema portante di questa IX Edizione “I patrimoni della storia…le radici per volare”, svoltasi dal 20 al 28 ottobre 2012, è stato sviluppato da ospiti nazionali e internazionali (2800 tra relatori e soggetti attivi) in oltre 250 eventi tra convegni, incontri, mostre fotografiche e spettacoli; con una presenza di pubblico che si aggira intorno alle 75.000 unità.
Nell'ambito di questa edizione è caduta la ricorrenza del decimo "compleanno" della rievocazione storica del “Passamano per San Luca”, evento che crea una catena umana sotto il Portico di San Luca, dando avvio ogni anno alla Festa della Storia. Nell’ambito di questa edizione il Premio internazionale “Portico d’oro-Jacques Le Goff” è stato conferito ad Alessandro Barbero.

### X Edizione “Noi, storia e futuro”
Il tema portante di questa X Edizione “Noi, storia e futuro”, svoltasi dal 18 al 26 ottobre 2013, è stato analizzato ed approfondito, da un crescente numero di ospiti italiani ed internazionali, attraverso più di 263 manifestazioni culturali, convegni, tavole rotonde e spettacoli, registrando un ottimo numero di presenze. Nell'ambito di questa edizione il Premio internazionale “Portico d'oro-Jacques Le Goff” è stato conferito a Franco Cardini.
In settembre, con la collaborazione ed il patrocinio delle Festa della Storia di Bologna, nasce a Parma la “Festa della storia di Parma”, la quale riscuote subito consensi e vede un'alta partecipazione di pubblico.

### XI Edizione "La Storia: il faro dell'umanità"
L'XI Edizione della Festa, svoltasi dal 18 al 26 ottobre 2014, ha registrato un'ulteriore crescita di pubblico in concomitanza con l’aumento nel numero d’eventi, soggetti attivi e relatori, tra cui si annoverano personaggi del calibro di Peter Burke (storico), Franco Cardini, Valerio Massimo Manfredi, Alessandro Barbero e molti altri. Il titolo e tema sono un omaggio a Jacques Le Goff ed al suo impegno nella didattica e divulgazione della storia. Nell’ambito di questa edizione il Premio internazionale “Portico d’oro-Jacques Le Goff” è stato conferito a Christiane Klapisch-Zuber.

### XII Edizione "Il lungo cammino delle libertà"
In programma dal 17 al 25 ottobre 2015, con la partecipazione di Shirin Ebadi (Premio "Novi Cives"), Alessandro Barbero, Roberto Olla, Andrea Segrè e Louis Godart (Premio "Jacques Le Goff").

### XIII Edizione "La storia, patrimonio dell'umanità"
In programma dal 15 al 23 ottobre 2016, con la partecipazione di Antonio Paolucci (Premio "Jacques Le Goff") e Giusi Nicolini (Premio "Novi Cives").

### XIV Edizione "Contesti. Clima, ambienti e risorse tra storia e futuro"
In programma dal 21 al 29 ottobre 2017.
Tra gli ospiti a Bologna sono intervenuti Jared Diamond (premio "Jaques Le Goff"), Giorgio Manzi,
Silvana Arbia (premio "Novi Cives"), Emanuela Guidoboni, Alessandro Marzo Magno, Marco Guidi,
Luca Alessandrini, Franco Cardini, Alessandro Barbero.

### XV Edizione "I volti della storia. Culture, incontri patrimoni"
In programma dal 20 al 28 ottobre 2018, con la partecipazione di Silvana Arbia, Pupi Avati, Roberto Balzani, Alessandro Barbero, Franco Cardini, Barbara Frale, Alfonso Giordano, Roberto Grandi, Marco Guidi, Mario Isnenghi, Matteo Marani, Ivano Marescotti, Giovanni Minoli, Francesco Rocca.

### XVI Edizione "Viva la storia viva"
In programma dal 19 al 27 ottobre 2019, con la partecipazione di Marco Cattaneo, direttore della sezione italiana di National Geographic, a cui è stato assegnato il premio "Jacques Le Goff", e Faiza Maameri, direttrice artistica dell'Académie Profil di Algeri.

### XVII Edizione "La storia siamo noi"
A causa della situazione pandemica Covid-19, nel 2020 la Festa internazionale della Storia si è svolta in modalità online (interamente virtuale attraverso la creazione del canale Youtube).

### XVIII Edizione "Una storia da salvare"
In programma dal 16 al 24 ottobre 2021, con la partecipazione di Andrea Purgatori, a cui è stato conferito il premio "Jacques Le Goff", e Rossella Miccio, direttrice di Emergency.

### XIX Edizione "Ri-pensare la a storia: cosa e come apprenderne tra lasciti, moniti e strumentalizzazioni"
In programma dal 15 al 23 ottobre 2022, con la partecipazione di Dacia Maraini (Premio "Novi Cives") e Natalie Zemon Davis (premio "Jacques Le Goff").

### XX Edizione "La Storia ci appartiene"
In programma dal 21 al 29 ottobre 2023, con la partecipazione di Joaquín Prats Cuevas (Premio "Jacques Le Goff"), Alessandro Barbero, Carmen Lasorella e Caterina Bonvicini.

### XXI Edizione "Un'altra Storia: differenti prospettive nel racconto del passato"
Dopo vent'anni di attività, la Festa internazionale della Storia si terrà in primavera, dal 5 al 13 aprile 2025.

## Premio Portico d'oro

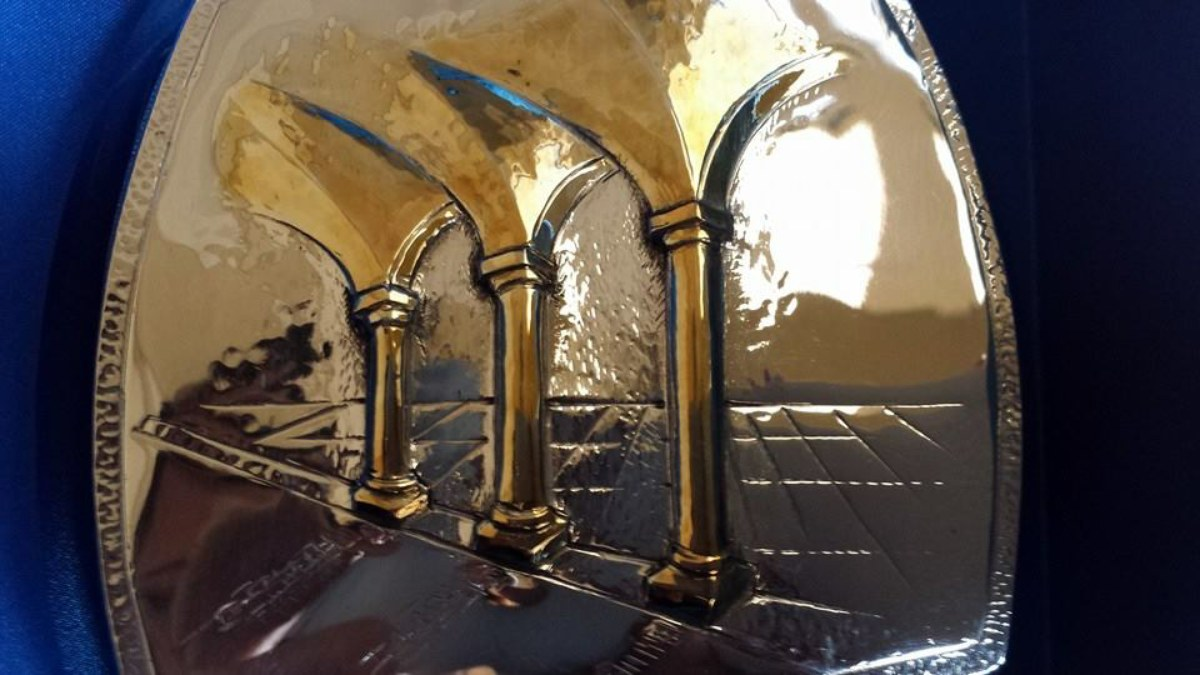
Realizzato dall'orafa Claudia Zamboni su lastra di argento 925 e doratura galvanica oro in sbalzo e cesello

Il "Portico d'oro" è un premio internazionale, intitolato a Jacques Le Goff, che intende valorizzare figure ed opere impegnate con correttezza ed efficacia nella diffusione e nella didattica della storia. Il premio si avvale della sovrintendenza di Jacques Le Goff e di alcuni dei più apprezzati storici italiani ed europei. Il premio è stato istituito nell'ottobre del 2008 in concomitanza con la V Edizione della Festa Internazionale della Storia di Bologna (11 – 19 ottobre 2008); il primo premio internazionale “Il portico d'oro”, per la diffusione della Storia, fu conferito, a Parigi, a Jacques Le Goff che divenne l'eponimo del premio.

### Albo d'oro Premio "Il Portico d'Oro – Jacques Le Goff"
Di seguito l'Albo d'oro aggiornato del premio "Il Portico d’Oro – Jacques Le Goff”
- Nell'ambito della V edizione della Festa della Storia (2008) è stato consegnato a Jacques Le Goff.[9]
- Nell'ambito della VI edizione della Festa della Storia (2009) è stato consegnato a Giovanni Minoli.[9]
- Nell'ambito della VII edizione della Festa della Storia (2010) è stato consegnato ad Alberto Angela.[9]
- Nell'ambito della VIII edizione della Festa della Storia (2011) è stato consegnato a Peter Denley.[9]
- Nell'ambito della IX edizione della Festa della Storia (2012) è stato consegnato ad Alessandro Barbero.[9]
- Nell'ambito della X edizione della Festa della Storia (2013) è stato consegnato a Franco Cardini.[9]
- Nell'ambito della XI edizione della Festa della Storia (2014) è stato consegnato a Christiane Klapisch Zuber.[9]
- Nell'ambito della XII edizione della Festa della Storia (2015) è stato consegnato a Louis Godart.
- Nell'ambito della XIII edizione della Festa della Storia (2016) è stato consegnato a Antonio Paolucci.
- Nell'ambito della XIV edizione della Festa della Storia (2017) è stato consegnato a Jared Diamond.
- Nell'ambito della XV edizione della Festa della Storia (2018) è stato consegnato a Pupi Avati.
- Nell'ambito della XVI edizione della Festa della Storia (2019) è stato consegnato a Marco Cattaneo, National Geographic Italia.
- Nell'ambito della XVIII edizione della Festa della Storia (2021) è stato consegnato a Andrea Purgatori.
- Nell'ambito della XIX edizione della Festa della Storia (2022) è stato consegnato a Natalie Zemon Davis.
- Nell'ambito della XX edizione della Festa della Storia (2023) è stato consegnato a Joaquín Prats Cuevas.

## Premio Novi Cives - Costruttori di cittadinanza
Dal 2015, nell'ambito della Festa Internazionale della Storia, viene conferito il premio internazionale Novi Cives, destinato a riconoscere e valorizzare iniziative e figure che si sono distinte nella promozione dei diritti e nel dialogo interculturale.
- 2015: Premio assegnato a Shirin Ebadi, Premio Nobel per la Pace.
- 2016: Conferito a Giusi Nicolini, sindaco di Lampedusa e Linosa.
- 2017: Riconoscimento a Silvana Arbia, ex magistrato del Tribunale penale internazionale per i delitti commessi in Ruanda e successivamente alla Corte penale internazionale dell’Aja, impegnata nella difesa dei diritti umani e nella denuncia dei crimini contro i bambini.
- 2018: Premiato Francesco Rocca, Presidente della Croce Rossa e Mezzaluna Rossa Internazionale.
- 2019: Premio assegnato a Faiza Maameri, coreografa del Teatro dell'Opera di Algeri.
- 2021: Riconoscimento a Rossella Miccio, presidentessa di Emergency.
- 2022: Conferito a Dacia Maraini, scrittrice e intellettuale.

## Organizzazione

### Comitato organizzativo

#### Direzione
- Rolando Dondarini, presidenza
- Beatrice Borghi, direzione

#### Comitato scientifico
- Centro Internazionale di Didattica della Storia e del Patrimonio (DiPaSt) del Dipartimento di Scienze dell'Educazione "Giovanni Maria Bertin"
- Università di Bologna

#### Coordinamento
- Dante Dondarini e Filippo Galletti, coordinamento "Passamano per San Luca"
- Lia Collina e Gianni Buonfiglioli, coordinamento "Festa della storia" di Castel San Pietro Terme
- Paolo Fabbri, coordinamento "Festa della storia" di Parma
- Patrizia Bartolini e Maurizio Gusso, coordinamento “Festa della storia” di Milano - Milanosifastoria

#### Comunicazione eventi speciali
- Luca Alessandrini
- Learco Andalo'
- Fernando Lanzi
- Elena Lorenzini
- Angela Lorenzoni
- Andrea Mingardi

#### Grafica
- STAB s. n.c, Progettazione grafica di Alessandro Baravelli
- Ufficio Graphic design per la comunicazione dell'Università di Bologna

#### Gestione sito e social network
- Federico Bolognesi
- Filippo Galletti

#### Progettazione, promozione, organizzazione eventi
- Associazione “Amici della Festa della Storia”, su festadellastoria.unibo.it.

Per la lunga lista di persone che collaborano alla Progettazione, Promozione, Organizzazione eventi si veda la pagina Comitato organizzativo (Progettazione, Promozione, Organizzazione eventi) all'interno del sito istituzionale della Festa.

### Comuni partecipanti
- Anzola dell'Emilia
- Argelato
- Bagnères-de-Bigorre (Francia)
- Bazzano
- Bentivoglio
- Bologna
- Budrio
- Cahors (Francia)
- Camugnano
- Casalecchio di Reno
- Castelfranco Emilia
- Castel Maggiore
- Castel San Pietro Terme
- Castenaso
- Castiglione dei Pepoli
- Ferrara
- Gaggio Montano
- Gattatico
- Gradara
- Granarolo dell'Emilia
- Grizzana Morandi
- Imola
- Jaén
- Loiano
- Marzabotto
- Medicina
- Milano
- Minerbio
- Mirandola
- Monterenzio
- Monteveglio
- Monzuno
- Ozzano dell'Emilia
- Parma
- Pianoro
- Pieve di Cento
- Ravenna
- Reggio Emilia
- Rimini
- San Giovanni in Persiceto
- San Lazzaro di Savena
- Sasso Marconi
- Siviglia
- Voghiera
- Zola Predosa[11]

### Enti Patrocinatori e Promotori
- Alto Patronato del Presidente della Repubblica Italiana
- Archivio di Stato di Bologna
- Centro Internazionale di Didattica della Storia e del Patrimonio - DiPaSt
- Comune di Bologna
- Curia Arcivescovile di Bologna
- Dipartimento di Scienze dell'Educazione "Giovanni Maria Bertin" dell'Università di Bologna
- Istituto per i Beni Artistici, Culturali e Naturali della Regione Emilia-Romagna
- Laboratorio Multidisciplinare di Ricerca Storica
- Ministero per i Beni e le Attività Culturali
- Città metropolitana di Bologna
- Regione Emilia-Romagna
- Scuola di Psicologia e Scienze della Formazione dell'Università di Bologna
- Soprintendenza per i Beni Archeologici dell'Emilia-Romagna
- Soprintendenza per i Beni Architettonici e Paesaggistici di Ravenna
- Soprintendenza per i Beni Artistici e Storici per le province di Bologna, Ferrara, Forlì, Ravenna e Rimini
- Soprintendenza Regionale per i Beni Culturali e Paesaggistici dell'Emilia-Romagna
- Ufficio Scolastico Regionale per l'Emilia-Romagna
- UNESCO Sezione Bologna
- UNICEF di Bologna
- Università di Bologna[12]